# Abkarian
Abkarian (armenisch Աբգարեան) ist ein armenischer Nachname.

## Namensträger und Namensträgerinnen
- Clara Abkarian (1916–1996), im Iran geborene armenische Miniaturen-Malerin
- Simon Abkarian (1962), französischer Schauspieler armenischer Abstammung